# Видеография
Видеография (от лат. visio — видение, греч. graphο — пишу) — один из элементов видеосвязи, который обеспечивает передачу тех изображений, которые синтезируются абонентами или извлекаются из баз данных.
Как правило, к видеографии относятся системы видеотекста и телетекста. Видеография применяется в военном деле при боевом управления войсковыми группировками, например, для наглядного отображения оперативной обстановки на электронных картах, которые находятся в банках видеоданных. Впервые видеографическое оснащение появилось в Великобритании в 1970-х годах, в следующем десятилетии аналогичными разработками также обзавелись другие страны: США, Канада, Западная Европа, Япония и СССР.